# Заславский, Евгений Львович
Евгений Львович Заславский (укр. Євген Львович Заславський, бел. Яўген Львовіч Заслаўскі, 20 мая 1920, Александрия, Херсонская губерния, УССР — 6 июля 2007, Минск, Белоруссия) — советский и белорусский архитектор. Один из авторов генерального плана Минска 1964 года, кандидат архитектуры с 1961 года. Профессор архитектуры БНТУ. Заслуженный архитектор Белорусской ССР (1980). 

## Биография
Евгений Заславский родился в Александрии в еврейской семье. В 1949 году окончил Московский архитектурный институт. В 1949 году он был назначен старшим архитектором, затем заведующим отделом планировки и развития Минска в Управлении архитектуры при Совете Министров БССР.
В 1953 году Заславский возглавил Минский городской проект. В 1960—1980 годах являлся преподавателем в Белорусском политехническом институте. Позже стал его профессором. В 1962 году был назначен первым заместителем главного архитектора Минска. В 1972 году стал главным архитектором Минского городского проекта.
С 1973 года являлся главным архитектором районной планировочной мастерской Минского филиала Центра градостроительства. С 1978 года заведующий отделом городских центров научного отдела Белорусского научно-исследовательского института градостроительства.
С 1952 года член Союза архитекторов СССР. С 1942 года член КПСС. Проживал в Минске.

## Работы
Основные проекты (в соавторстве):
- Мост через Западную Двину в Витебске (1952)
- Здание Белорусского общества дружбы и культурной связи с зарубежными странами (1956)
- Дома на улице Козлова (1958)
- Микрорайон Чижовка (1964)
- Генеральные планы (1965, 1974)
- Схемотехническое построение городских и сельских населённых пунктов Белорусской ССР к 2000 году (1975, 1982)
- Районное планирование в Брестской, Гомельской, Минской и Могилевской области (1977)

Автор научных работ, в том числе книг: 
- Общественные центры районных поселений БССР (Москва, 1963)
- Минск: послевоенный опыт реконструкции и развития (Москва, 1966, в соавторстве)
- Архитектурно-планировочная и пространственная организация общественных центров городских поселений (1987)[2]

## Личная жизнь
Жена — Ольга Ладыгина, заслуженный архитектор Белорусской ССР, участница Второй мировой войны, выпускница МАРХИ.

## Награды
- Грамота Президиума Верховного Совета БССР (1969, 1970, 1980)
- Заслуженный архитектор Белорусской ССР (1980)[3]